# هاسبرو إنتراكتيف
كانت هاسبورو إنتراكتيف (بالإنجليزية: Hasbro Interactive)، شركة ألعاب فيديو أمريكية قامت بتطوير ألعاب الفيديو، تأسست عام 1995، وأعلنت حلها عام 2001، وكان مقرها يقع في بيفرلي.